# Nemoura fulviceps
Nemoura fulviceps är en bäcksländeart som beskrevs av František Klapálek 1902. Nemoura fulviceps ingår i släktet Nemoura och familjen kryssbäcksländor. Inga underarter finns listade i Catalogue of Life.